# Luis Pedro Santamarina
Luis Pedro Santamarina Antoñana (Abanto y Ciérvana, 25 de junio de 1942-Portugalete, 6 de febrero de 2017) fue un ciclista profesional español.

## Biografía
Natural de la localidad vizcaína de Gallarta, este corredor vasco fue profesional entre 1965 y 1972. Con anterioridad, como aficionado, tomó parte en los Juegos Olímpicos de Tokio 1964 donde obtuvo el 8.º puesto en la prueba de contrarreloj por equipos.
Como profesional corrió para los equipos Olsa (1965), Fagor (1966-69) y Werner (1970-72). Sus mayores éxitos fueron el Campeonato de España de 1967, la Vuelta al País Vasco de 1970, las dos etapas que ganó en la Vuelta Ciclista a España y la etapa que obtuvo en el Giro de Italia. Sus mejores actuaciones fueron los puestos 24.º en el Tour de Francia, 16.º en el Giro de Italia y 9.º en la Vuelta ciclista a España 1970. Participó en un Mundial.

## Palmarés
| 1964 - 2.º en el Campeonato del mundo en contrarreloj por equipos 1965 - 1.º en el Campeonato de España de fondo en carretera para Independientes - 2 etapas de la Milk Race 1966 - 1 etapa de la Vuelta a Andalucía 1967 - Campeonato de España en ruta - GP Vizcaya | 1968 - 1 etapa de la Vuelta a España - 1 etapa del Giro de Italia 1970 - Vuelta al País Vasco - 1 etapa de la Vuelta a España - Vuelta a Aragón, más 1 etapa 1972 - Vuelta a los Valles Mineros, más 1 etapa |

## Resultados en las Grandes Vueltas y Campeonatos del Mundo
| Carrera         | 1965 | 1966 | 1967 | 1968 | 1969 | 1970 | 1971 | 1972 |
| --------------- | ---- | ---- | ---- | ---- | ---- | ---- | ---- | ---- |
| Giro de Italia  | -    | -    | -    | 21º  | -    | -    | -    | -    |
| Tour de Francia | -    | 29º  | 49.º | -    | Ab.  | -    | 24.º | -    |
| Vuelta a España | -    | 23.º | -    | 28.º | 22.º | 9..º | 50.º | 27º  |
| Mundial en Ruta | -    | -    | 28º  | -    | -    | -    | -    | -    |

-: no participa

Ab.: abandono

X: Ediciones no celebradas

## Equipos
- Olsa (1965)
- Fagor (1966-1969)
- Werner (1970-1972)